# 平势隆郎
平势隆郎（日语：／；1954年—）是研究中国历史的历史学家、东京大学东洋文化研究所教授。

## 生平
1954年生于日本茨城县。获东京大学研究生院人文科学研究专业硕士学位。历任鸟取大学副教授，九州大学副教授，东京大学东洋文化研究所副教授、教授。著有《新编史记东周年表》、《中国古代纪年的研究》、《左传的史料批判性研究》、《春秋和左传——战国史书所讲述的“史实”“正统”及国家领域观》等。 

## 评论
《新编史记东周年表》受到周振鹤好评，“新年表既出，所有的五百多个矛盾也都随之而解。”“我们不得不称赞它是一部划时期的著作。”
平势隆郎是《讲谈社·中国的历史》系列的《从城市国家到中华：殷周春秋战国》的作者，时培磊认为“该书在基本史实上存在着诸多讹舛，学术观念颇多谬误”，“这些谬误源于作者对中国先秦君主纪年体系和演变的偏执认识，表现于作者的《新编史记东周纪年》一书。”